# Luis Donaldo Colosio
Luis Donaldo Colosio Murrieta, né le 10 février 1950 à Magdalena de Kino (Sonora) et mort le 23 mars 1994 à Tijuana (Basse Californie), est un homme politique et un économiste mexicain, membre du Parti révolutionnaire institutionnel (PRI), qui a occupé les fonctions de député, sénateur, président du PRI et de Secrétaire du Développement Social du Mexique.
Il est candidat à la présidence du Mexique sous l'étiquette PRI jusqu'à son assassinat le 23 mars 1994 à Tijuana, en Basse Californie.

## Biographie

### Débuts et parcours politique
Il est le fils de Luis Colosio Fernández et d'Armida Ofelia Murrieta García, qui se sont installés dans l'actuel État de Sonora.
En 1967, il entame ses études à l'Institut Technologique et d'Études Supérieures de Monterrey, et obtient un diplôme d'économie en 1972. Il suit également des études de maîtrise en développement rural et économie urbaine, en 1975 et 1976 à l'Université de Pennsylvanie et, en 1979, réalise un séjour de recherche à l'IIASA, à Laxenbourg en Autriche. En 1980, il devient professeur d'économie au Collège du Mexique, à l'UNAM et à l'Université Anáhuac. C'est dans cette dernière institution qu'il rencontre Diana Laura Riojas, avec qui il se marie en 1982. Du mariage sont nés deux fils : Luis Donaldo (1985) et Mariana (1993). Diana Laura est morte de cancer de pancréas le 18 novembre 1994.
Il s'engage au Parti révolutionnaire institutionnel en 1968, devient député en 1985 et ultérieurement sénateur en 1988. Il est le président national du PRI de 1988 à 1992. Sous son administration, le PRI connaît pour la première fois la défaite au cours de l'élection du gouverneur d'un État fédéré, en l'occurrence celui de l’État de Basse Californie en 1989 :  Ernesto Ruffo Appel, le candidat du Parti Action Nationale (PAN), gagne et devient ainsi le premier gouverneur non-priista.
Appelé par le président Carlos Salinas de Gortari à faire partie du cabinet présidentiel le 13 avril 1992, Luis Donaldo Colosio devient Secrétaire au Développement Social, afin de remplacer le candidat au poste de gouverneur de Veracruz, Patricio Chirinos Calero. Colosio concourt activement à la succession du président Salinas, aux côtés de deux autres candidats influents : Pedro Aspe Armella, secrétaire au Trésor, et Manuel Camacho Solís, chef du Département de l'Arrondissement Fédéral. Ce-dernier a violé les normes écrites de la succession présidentielle au Mexique, en refusant d'exprimer publiquement son soutien à Colosio, qui s'est déclaré candidat à la Présidence de la République le 28 novembre 1993.

### Discours du 6 mars 1994
Le discours prononcé par Colosio face au Monument à la Révolution Mexicaine, à Mexico, le 6 mars 1994, à l'occasion de l'anniversaire du PRI, peut être aussi bien considéré comme une rupture avec le président du Mexique alors en poste, Carlos Salinas de Gortari, que comme une révision de la politique néolibérale. Le message de Colosio traduit un Mexique offensé et en crise, en proie aux problèmes causés par la faim et les profondes inégalités sociales, mais qui garde l'espoir du changement. Bien que Salinas de Gortari ait approuvé le contenu du discours, le journal Le Nord de Monterrey a découvert et révélé des pressions exercées par l'officiel le plus important au service de la présidence, le français naturalisé mexicain José María Córdoba Montoya, dans le but de pousser Colosio à abandonner sa candidature à la présidence. Córdoba Montoya a démenti la version des faits présentée par Le Nord et, après l'assassinat de Colosio, a obtenu un poste au siège de la Banque interaméricaine de développement, situé à Washington D.C., apparemment avec la bénédiction d'Ernesto Zedillo. Córdoba Montoya ne sera ni jugé ni recherché sous le sextennat de Zedillo, pour ses liens présumés avec le milieu du trafic de stupéfiants découverts au cours d'écoutes de conversations téléphoniques - qui ont filtrées dans la presse - avec Marcela Bodenstedt (avec laquelle Córdoba Montoya aurait eu une liaison), une ex-policière liée au cártel du Golfe de García Abrego.
Je vois un Mexique de communautés indigènes, qui n'en peuvent plus d'attendre l'accomplissement de leurs exigences en matière de justice, de dignité et de progrès ; de communautés indigènes qui possèdent la force de leur cohésion, de leur culture, et qui sont prêtes à croire, à participer et à construire de nouveaux horizons.
Je vois un Mexique qui a faim et qui a soif de justice. Un Mexique lésé par ceux qui détournent la Loi qu'ils devraient servir. De femmes et d'hommes affligés par les abus des autorités ou par l'arrogance de l'administration gouvernementale.
Comme parti de la stabilité et de la justice sociale, nous avons honte de vous dire que nous n'avons pas été sensibles aux principales revendications de nos communautés ; que nous sommes passés à côté de leurs aspirations ; que nous n'avons pas été à la hauteur des engagements qu'elles attendaient de nous. Nous devons assumer cette autocritique et rompre avec les pratiques qui ont fait de nous une organisation rigide. Nous devons dépasser ces attitudes qui affaiblissent notre capacité d'innovation et de changement. [...] Nous commençons en affirmant notre identité, notre fierté militante et nous affirmons notre indépendance par rapport au gouvernement.
Colosio a été assassiné le 23 mars 1994.

### Assassinat
Après un début de campagne perturbé par le soulèvement de l'Armée zapatiste de libération nationale au Chiapas, le 1er janvier 1994 avec l'occupation durant quelques heures du « palais municipal » (mairie) de San Cristobal de las Casas connue sous le nom de « prise de San Cristóbal de las Casas », Luis Donaldo Colosio Murrieta arrive le 23 mars de cette même année, à environ 16h05, heure du Pacifique, à l'aéroport Abelardo L. Rodríguez de la ville de Tijuana, Basse Californie.
Le premier lieu qu'il visite est la colonie populaire de Lomas Taurinas, une des nombreuses colonies irrégulières dans la ville de Tijuana. En attendant sur une esplanade, sur la rue La Punta, il se lance dans un meeting improvisé, juché sur une camionnette.
Aux alentours de 17 h 00 (Heure du Pacifique), Colosio descend de la camionnette, entouré par une escorte personnelle réduite.
À 17 h 12, alors que Colosio avait avancé de treize mètres et se trouve au milieu de l'esplanade, un des spectateurs du meeting pénètre dans le cercle formé par la sécurité, pose un revolver Taurus jaugez 38 près de l'oreille droite du candidat, et tire. Il tire un deuxième coup à l'abdomen sur Colosio à terre, qui est tombé au sol, inconscient et saignant de la tête. En pleine confusion, le groupe de sécurité capture un homme de 25 ans, d'allure maigre, aux cheveux bruns et frisés, habillé d'un pantalon en jean et d'une veste noire.
Des membres du service de sécurité soulèvent Colosio et le portent jusqu'à la camionnette. À 17 h 20, le candidat arrive inconscient aux urgences de l'Hôpital Général de Tijuana. Ils réalisent diverses manœuvres afin de sauver la vie du patient, mais c'est médicalement et cliniquement impossible à cause de la gravité de la lésion à la tête. Malgré tous les efforts humains et médicaux déployés, Luis Donaldo Colosio est mort le 23 mars 1994, à 18h55.
L'auteur présumé des coups de feu, identifié comme étant Mario Aburto Martínez (es), âgé de 22 ans, originaire du Michoacán et résident depuis huit ans à Tijuana, est arrêté immédiatement par les hommes qui entourent le candidat lors de l'attentat, puis est livré aux autorités. Mario Aburto est interrogé par Manlio Fabio Beltrones la nuit suivant l'assassinat. Le Mario Aburto présenté à la presse les jours suivant l'événement a une coupe de cheveux militaire plus courte, la peau plus claire, n'a pas les hématomes au visage reçus le jour de l'assassinat, et faisait semblant d'être obèse, ce qu'a déchaîné une série de rumeurs sur l'authenticité et le possible remplacement du véritable assassin.
Diverses versions des événements signalent l'existence d'une conspiration d'État, pourtant, la version officielle mentionne uniquement la participation de Mario Aburto au meurtre,.
En janvier 1995, un dénommé Othón Cortez Vázquez, chauffeur du général Domiro García Reyes, est arrêté, accusé d'avoir été un second tireur durant l'attentat. Il passera deux ans dans la prison de haute sécurité d'Almoloya de Juárez, jusqu'à ce qu'un juge le déclare innocent et ordonne sa libération. Il mourra le 14 avril 2020 des complications de son diabète, faute d'avoir pu bénéficier d'une hémodialyse à temps.

## Après sa mort

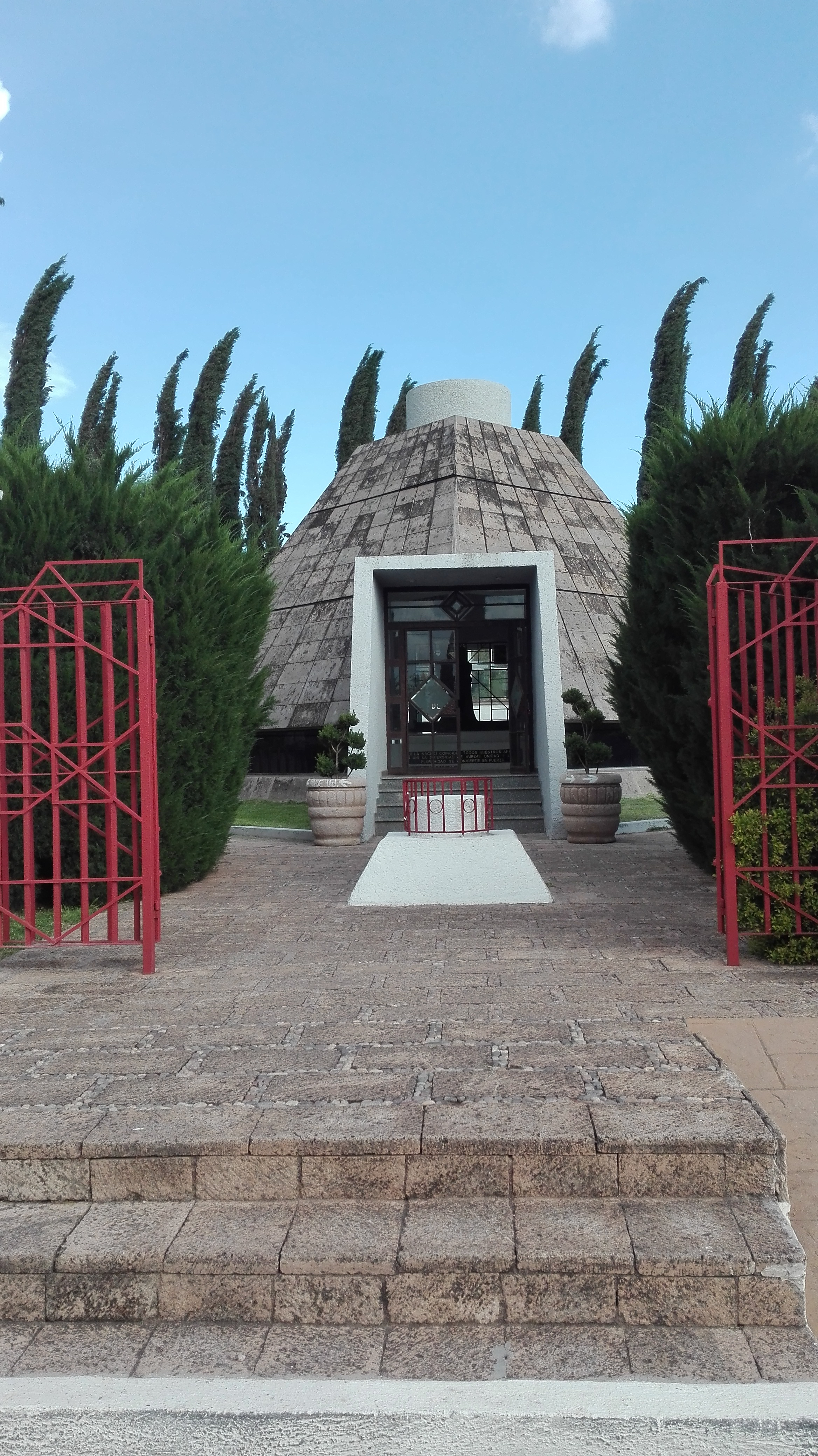
Mausolée de Luis Donaldo Colosio à Magdalena de Kino

Quatre mois seulement avant l'élection présidentielle, le PRI se trouve dans l'embarras, car il ne peut pas présenter de candidats respectant les exigences constitutionnelles, un candidat déclaré ne devant pas occuper de poste public durant les six mois précédant l'élection présidentielle ; ceci disqualifie tous les membres du cabinet présidentiel, où se trouvent la majeure partie des remplaçants potentiels. Parmi le peu de candidats potentiels disponibles, Carlos Salinas de Gortari, que beaucoup pensent être le commanditaire de l'assassinat, choisit Ernesto Zedillo Ponce de León, qui a renoncé à son poste de secrétaire à l'Éducation Publique pour servir de coordinateur à la campagne de Colosio. Ce coup de chance pour Zedillo provoque encore plus de rumeurs portant sur l'existence d'une conspiration.
Six mois après, le 28 septembre 1994, le beau-frère de Salinas de Gortari, José Francisco Ruiz Massieu, ancien gouverneur de l'État de Guerrero et secrétaire général du PRI, est assassiné à son tour à Mexico, éliminant ainsi les deux chefs de file les plus visibles et les plus puissants à la tête du PRI au Mexique, Colosio et Ruiz Massieu. Enfin, Zedillo est élu président, devenant le dernier président d'une séquence de 73 ans, au cours desquels tous les présidents du Mexique ont été choisis par le PRI.
Quelques mois après l'assassinat de Colosio, son épouse, Diana Laura Riojas, décède d’un cancer de pancréas.